# Bernt Zarnowiecki
Bernt Lennart Zarnowiecki, född 26 maj 1954 i Göteborg, är en svensk simmare som vann en bronsmedalj i lagkappen 4 × 200 m fristil vid Europamästerskapen i simsport 1974. Han tävlade också i samma gren vid Olympiska sommarspelen 1972, men det svenska laget eliminerades i försöken.
Zarnowiecki deltog i den nionde Mackabiaden 1973 och vann tre guldmedaljer.
Hans tvillingsyster, Anita Zarnowiecki, tävlade också i medley vid OS 1972 och hon vann sju guld i den nionde Mackabiaden.